# Таврический (Алтайский край)
Таврический — исчезнувший посёлок в Суетском районе Алтайского края России. Располагался на территории современного Верх-Суетского сельсовета. Упразднён в 1994 году.

## История
Основан в 1912 году. В 1928 году посёлок Таврический состоял из 64 хозяйств. В составе Малиновского сельсовета Знаменского района Славгородского округа Сибирского края.

## Население
В 1926 году в посёлке проживало 346 человек (181 мужчина и 165 женщин), основное население — украинцы.